# Damernas 4 × 100 meter frisim vid världsmästerskapen i kortbanesimning 2024
Damernas 4 × 100 meter frisim vid världsmästerskapen i kortbanesimning 2024 avgjordes den 10 december 2024 i Donau Arena i Budapest i Ungern.
Guldet togs av USA efter ett lopp på 3 minuter och 25,01 sekunder, vilket blev ett nytt världsrekord. Silvret togs av Australien och bronset togs av Kanada.

## Rekord
Inför tävlingens start fanns följande världs- och mästerskapsrekord:
|                   | Nation     | Tid     | Ort                   | Datum            |
| ----------------- | ---------- | ------- | --------------------- | ---------------- |
| Världsrekord      | Australien | 3.25,43 | Melbourne, Australien | 13 december 2022 |
| Mästerskapsrekord | Australien | 3.25,43 | Melbourne, Australien | 13 december 2022 |

Följande nya rekord noterades under mästerskapet:
| Datum       | Omgång | Namn                                                                                         | Nation | Tid     | Rekord     |
| ----------- | ------ | -------------------------------------------------------------------------------------------- | ------ | ------- | ---------- |
| 10 december | Final  | Kate Douglass (50,95) Katharine Berkoff (51,38) Alex Shackell (52,01) Gretchen Walsh (50,67) | USA    | 3.25,01 | 0VR0, 0MR0 |

## Resultat

### Försöksheat
Försöksheaten startade klockan 11:23.
| Placering | Heat | Bana | Nation             | Simmare                                                                                              | Tid     | Noteringar |
| --------- | ---- | ---- | ------------------ | --- | ------- | ---------- |
| 1         | 1    | 3    | Italien            | Sofia Morini (52,71) Sara Curtis (51,30) Chiara Tarantino (52,58) Emma Virginia Menicucci (53,27)    | 3.29,86 | 0Q0        |
| 2         | 1    | 2    | Tyskland           | Nina Jazy (52,93) Nicole Maier (53,19) Nina Holt (52,07) Nele Schulze (52,18)                        | 3.30,37 | 0Q0        |
| 3         | 1    | 4    | USA                | Phoebe Bacon (53,39) Alex Shackell (52,16) Jillian Cox (55,10) Gretchen Walsh (50,51)                | 3.31,16 | 0Q0        |
| 4         | 2    | 6    | Ungern             | Nikolett Pádár (53,22) Panna Ugrai (52,93) Petra Senánszky (52,63) Minna Ábrahám (52,58)             | 3.31,36 | 0Q0        |
| 5         | 2    | 3    | Sverige            | Sara Junevik (52,68) Louise Hansson (51,88) Klara Thormalm (53,98) Sofia Åstedt (53,02)              | 3.31,56 | 0Q0        |
| 6         | 2    | 1    | Neutral Athletes B | Darja Klepikova (52,60) Darja Trofimova (51,84) Alina Gaifutdinova (53,98) Milana Stepanova (53,47)  | 3.31,89 | 0Q0        |
| 7         | 2    | 4    | Australien         | Milla Jansen (53,08) Lily Price (53,95) Leah Neale (52,65) Meg Harris (52,22)                        | 3.31,90 | 0Q0        |
| 8         | 1    | 5    | Kanada             | Penny Oleksiak (53,72) Sydney Pickrem (53,52) Ingrid Wilm (52,97) Alexanne Lepage (54,29)            | 3.34,50 | 0Q0        |
| 9         | 2    | 5    | Kina               | Liu Shuhan (53,41) Kong Yaqi (54,45) Zhang Jingyan (54,28) Mingyu Luo (54,04)                        | 3.36,18 | R          |
| 10        | 1    | 6    | Japan              | Yume Jinno (53,94) Mizuki Hirai (53,46) Aimi Nagaoka (53,94) Misuzu Nagaoka (55,04)                  | 3.36,38 | R          |
| 11        | 1    | 7    | Slovakien          | Teresa Ivan (54,33) Zora Ripková (55,07) Alexandra Hrnčárová (54,57) Lillian Slušná (54,28)          | 3.38,25 |            |
| 12        | 2    | 2    | Hongkong           | Hoi Lam Tam (54,08) Gilaine Ma (54,97) Lai Wa Ng (57,06) Sum Yiu Li (53,56)                          | 3.39,67 |            |
| 13        | 2    | 7    | Sydafrika          | Caitlin De Lange (54,01) Hannah Robertson (56,07) Milla Drakopoulos (56,74) Jessica Thompson (55,57) | 3.42,39 |            |

### Final
Finalen startade klockan 19:12.
| Placering | Bana | Nation             | Simmare                                                                                           | Tid     | Noteringar |
| --------- | ---- | ------------------ | ------------------------------------------------------------------------------------------------- | ------- | ---------- |
| 1         | 3    | USA                | Kate Douglass (50,95) Katharine Berkoff (51,38) Alex Shackell (52,01) Gretchen Walsh (50,67)      | 3.25,01 | 0VR0       |
| 2         | 1    | Australien         | Meg Harris (52,59) Milla Jansen (51,62) Alexandria Perkins (51,68) Lani Pallister (52,36)         | 3.28,25 |            |
| 3         | 8    | Kanada             | Mary-Sophie Harvey (52,40) Summer McIntosh (51,81) Ingrid Wilm (52,22) Penny Oleksiak (52,01)     | 3.28,44 |            |
| 4         | 7    | Neutral Athletes B | Darja Klepikova (51,96) Darja Trofimova (51,36) Milana Stepanova (53,27) Arina Surkova (52,14)    | 3.28,73 |            |
| 5         | 4    | Italien            | Sofia Morini (52,55) Sara Curtis (51,69) Chiara Tarantino (52,63) Emma Virginia Menicucci (52,71) | 3.29,58 |            |
| 6         | 2    | Sverige            | Sara Junevik (52,5) Louise Hansson (51,67) Hanna Bergman (53,35) Sofia Åstedt (52,29)             | 3.29,81 |            |
| 7         | 6    | Ungern             | Nikolett Pádár (52,69) Panna Ugrai (52,93) Petra Senánszky (52,58) Minna Ábrahám (51,90)          | 3.30,10 |            |
| 8         | 5    | Tyskland           | Nina Jazy (53,22) Nicole Maier (52,68) Nina Holt (52,21) Nele Schulze (52,66)                     | 3.30,77 |            |